# Neoblattella amazonensis
Neoblattella amazonensis es una especie de cucaracha del género Neoblattella, familia Ectobiidae.

## Distribución
Esta especie se encuentra en Brasil.